# Wadim Tarasienko
Wadim Władimirowicz Tarasienko, ros. Вадим Владимирович Тарасенко (ur. 12 maja 1994 w Suchodole) – rosyjski żużlowiec, posiadający również polskie obywatelstwo.

## Życiorys
W 2010 r. wystąpił w finale indywidualnych mistrzostw świata juniorów, zajmując w końcowej klasyfikacji XI miejsce. Dwukrotny srebrny medalista indywidualnych mistrzostw Rosji juniorów (2010, 2011). Dwukrotny złoty medalista indywidualnych mistrzostw Rosji juniorów do 19 lat (2012, 2013). Złoty medalista młodzieżowych indywidualnych mistrzostw Rosji (2013).
Dwukrotny drużynowy mistrz Rosji (2010, 2011). Drużynowy mistrz Europy juniorów (Lendava 2011). Zdobywca Klubowego Pucharu Europy (Bałakowo 2011, w barwach klubu Wostok Władywostok). Zwycięzca Memoriału Edwarda Jancarza (2021).
Startował z dziką kartą podczas rundy Grand Prix Togliatti w Grand Prix 2021.
W lidze polskiej reprezentant klubów: SK Lokomotīve Dyneburg (2010–2013, 2018–2019 i 2020 jako "gość"), Start Gniezno (2014–2015), Polonia Piła (2016–2017), Wilki Krosno (2020), Polonia Bydgoszcz (2021) i GKM Grudziądz (od 2022). W sezonie 2022 miał zadebiutować w Ekstralidze w barwach grudziądzkiego klubu, jednak z powodu inwazji Rosji na Ukrainę rosyjscy zawodnicy zostali zawieszeni przez FIM do odwołania. W sezonie 2023, dzięki otrzymaniu polskiego obywatelstwa, wrócił na polskie tory żużlowe na podstawie polskiej licencji.

## Życie prywatne
Siostrzeniec Grigorija Łaguty i Artioma Łaguty oraz kuzyn Pawieła Łaguty, również żużlowców.

## Starty w Grand Prix (indywidualnych mistrzostwach świata na żużlu)

### Punkty w poszczególnych zawodachGrand Prix
| Sezon 2021       |                  |                     |                     |                    |                    |                      |                      |                   |                   |                   |         |         |         |         |         |         |         |         |         |         |         |         |         |         |        |        |        |        |        |        |        |        |        |        |        |        |        |        |
| GP Czech – Praga | GP Czech – Praga | GP Polski – Wrocław | GP Polski – Wrocław | GP Polski – Lublin | GP Polski – Lublin | GP Szwecji – Målilla | GP Rosji – Togliatti | GP Danii – Vojens | GP Polski – Toruń | GP Polski – Toruń | miejsce | miejsce | miejsce | miejsce | miejsce | miejsce | miejsce | miejsce | miejsce | miejsce | miejsce | miejsce | miejsce | miejsce | punkty | punkty | punkty | punkty | punkty | punkty | punkty | punkty | punkty | punkty | punkty | punkty | punkty | punkty |
| –                | –                | –                   | –                   | –                  | –                  | –                    | 4                    | –                 | –                 | –                 | 22      | 22      | 22      | 22      | 22      | 22      | 22      | 22      | 22      | 22      | 22      | 22      | 22      | 22      | 4      | 4      | 4      | 4      | 4      | 4      | 4      | 4      | 4      | 4      | 4      | 4      | 4      | 4      |

| Statystyki        | Statystyki |
| ----------------- | ---------- |
| Starty            | 1          |
| Zwycięstwa        | 0          |
| Miejsca na podium | 0          |
| Finalista         | 0          |
| Punkty            | 4          |